# Kostiewo
Kostiewo (bułg. Костиево) – wieś w południowej Bułgarii, w obwodzie Płowdiw, w gminie Marica.
Położona 14 km od Płowdiwu. Po raz pierwszy notowana w 1576 roku w tureckich dokumentów.